# Peribatodes khenchelae
Peribatodes khenchelae là một loài bướm đêm trong họ Geometridae.